# Закон Вебера — Фехнера
Закон Вебера — Фехнера — эмпирический психофизиологический закон, заключающийся в том, что интенсивность ощущения чего-либо линейно зависит от логарифма интенсивности раздражителя.

## История
В ряде экспериментов, проводимых начиная с 1834 года, Эрнст Вебер показал, что ощущения от нового раздражителя будут отличаться от ощущений, возбуждаемых предыдущим раздражителем, если интенсивность нового раздражителя будет отличаться от интенсивности предыдущего не в арифметической, а в геометрической прогрессии. Так, чтобы два предмета физиологически воспринимались человеком как разные по массе, их массы должны различаться хотя бы «на такую-то долю массы одного предмета» (где-то на 1/30), а не «на столько-то граммов». Для различения двух источников света по яркости необходимо, чтобы их яркости отличались, как минимум, на определённую долю (где-то 1/100) яркости одного, а не на столько-то люмен и т. д. При этом отношение минимального приращения силы раздражителя, впервые вызывающего новые ощущения, к исходной величине раздражителя есть величина приблизительно постоянная.
В XX веке Стивенс разработал теорию степенной зависимости, согласно которой закон Вебера—Фехнера справедлив лишь для средних значений ощущения некоторых модальностей. Однако ряд авторов выступили с критикой его теории, в том числе опираясь на данные собранные самим Стивенсом в его исследовании, и на данный момент нет единого мнения о правильности этой теории.

## Математическая форма
На основе наблюдений Вебера Густав Фехнер в 1860 году сформулировал «основной психофизический закон» восприятия, устанавливающий логарифмическую зависимость между интенсивностью раздражителя и величиной субъективного ощущения: {\displaystyle S=K\ln \,J+C}, где {\displaystyle S} — субъективная величина ощущения, {\displaystyle J} — величина (интенсивность) раздражителя (стимула), {\displaystyle K} и {\displaystyle C} — константы. Если закон представить в графическом виде, то логарифмическая кривая  будет стремиться к области, которую характеризует адаптация человека к воздействию стимула. В физиологии это понятие порога (например, болевого, если речь идет о болевом воздействии), когда изменение величины стимула уже не приводит к адекватной оценке этого изменения — оно практически не замечается.
Закон справедлив для любых раздражителей — звука, света, температуры, вкусовых ощущений и тому подобного.

## Следствия
Люстра, в которой восемь лампочек, кажется настолько же ярче люстры из четырёх лампочек, насколько люстра из четырёх лампочек ярче люстры из двух лампочек. То есть количество лампочек должно увеличиваться в одинаковое число раз, чтобы казалось, что прирост яркости постоянен. И наоборот, если абсолютный прирост яркости (разница в яркости «после» и «до») постоянен, то будет казаться, что абсолютный прирост уменьшается по мере роста самого значения яркости. Например, если добавить одну лампочку к люстре из двух лампочек, то кажущийся прирост в яркости будет значительным. Если же добавить одну лампочку к люстре из 12 лампочек, то прирост яркости практически незаметен. По этому принципу устроена шкала звёздных величин.
В акустике громкость как мера субъективного ощущения силы звука определяется по логарифмической шкале числом децибел.